# VM-Novitates (журнал)
Журнал VM-Novitates (от лат. Musei Vernadskij Novitates — новости Музея Вернадского) — научный рецензируемый журнал по геологическим и горным наукам, а также палеонтологии и истории геологии. Издаётся в Государственном геологическом музее имени В. И. Вернадского РАН, в Москве.
Полное наименование журнала: «VM-Novitates: Новости из Геологического музея имени В. И. Вернадского» (англ. VM-Novitates: News from Vernadsky State Geological Museum)).
Журнал выходит в печатном и электронном виде (файлы в формате PDF).

## История
Журнал был зарегистрирован ка СМИ в 1998 году.
В 2010—2019 годах был перерыв в публикации журнала.
С 2023 года журнал выходит ежеквартально.
Журнал печатается при поддержке компании «Полюс», некоторые номера — при поддержке компании «Норникель».
C 2023 года в журнале публикуются материалы докладов сделанных на тематических чтениях «Легенды геологии» (Серия чтений «Легенды геологии»), которые проводятся совместно с ОНЗ РАН и Российским геологическим обществом.

## Разделы
Основные разделы журнала касаются тем:
- музейные коллекции и музееведение по наукам о Земле.
- история геологии и горно-геологической отрасли, биографии учёных и преподавателей, внесших значительный вклад в развитие наук о Земле и в практическую геологию и развитие их научных идей
- фундаментальные и прикладные исследования в области наук о Земле.

## Редколлегия
Редакционная коллегия журнала:
- Главный редактор — Н. А. Горячев, академик РАН.
  - Заместитель С. В. Черкасов, д.т. н.

Члены редакционной коллегии:
- А. Ю. Беляков, к.г.-м.н.
- В. Г. Бондур, академик РАН
- Н. С. Бортников, академик РАН
- Г. А. Машковцев, д.г.-м.н.
- Ю. П. Панов, к.т. н.
- П. Ю. Плечов, д.г.-м.н.
- А. В. Титова, д.т. н.
- А. В. Ткачёв, д.г.-м.н.